# Segoviana
Segoviana, op. 366, est une œuvre pour guitare de Darius Milhaud composée en 1957.

## Présentation
Segoviana est composé à Paris et achevé le 26 novembre 1957,.
L'œuvre, commande d'Andrés Segovia, est dédiée au commanditaire. Elle n'est cependant pas créée par Segovia, et n'est donnée en première audition qu'en novembre 1969, à Strasbourg,.
La partition, d'une durée moyenne d'exécution de quatre minutes environ, est publiée par Heugel. Dans le catalogue des œuvres de Darius Milhaud, Segoviana porte le numéro d'opus 366.

## Discographie
- Musique française pour guitare, Turibio Santos (guitare), Erato STU 70787[5].